# Torquetum

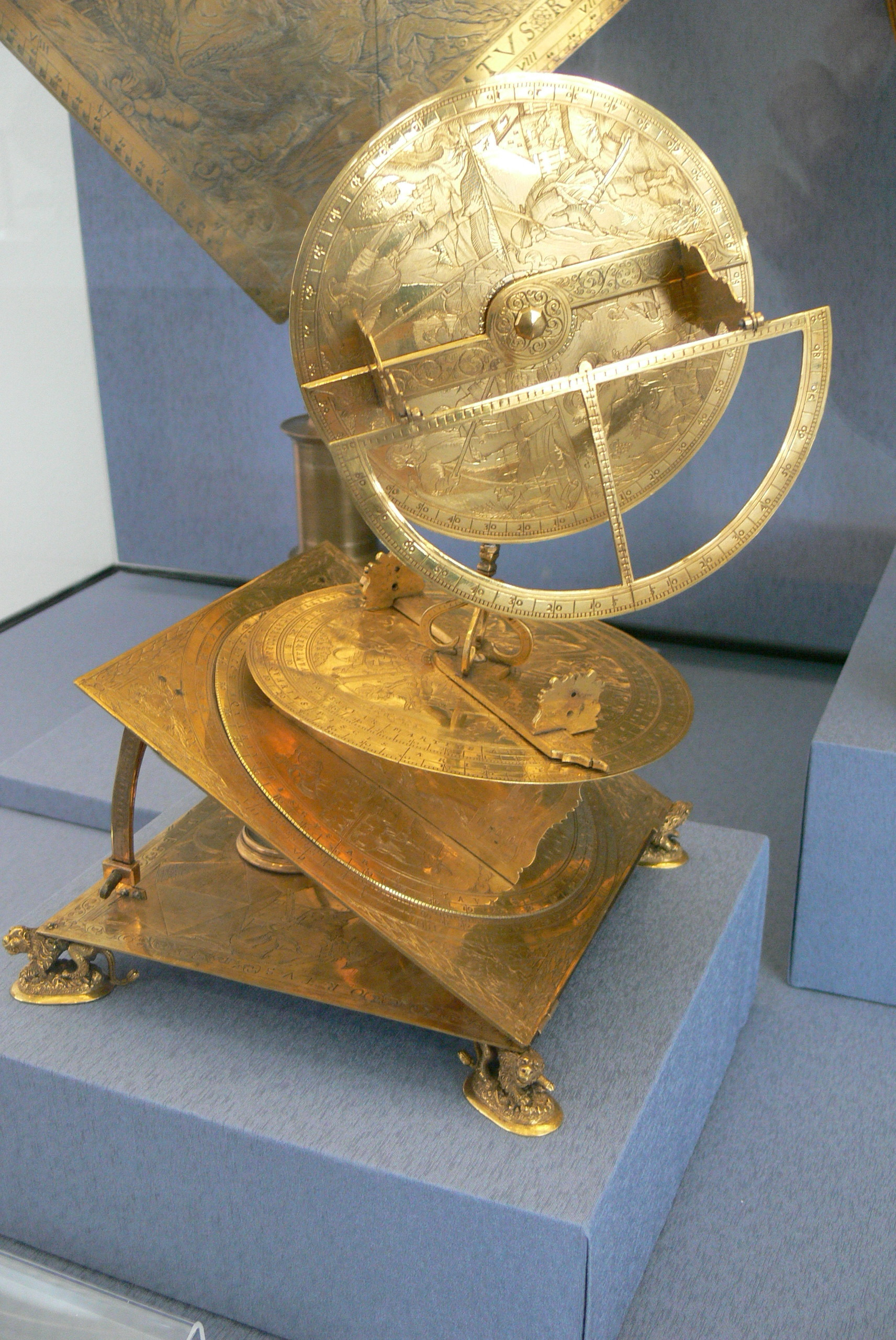
Torquetum Johana Praetoria z roku 1568

Torquetum nebo turquetum (případně turketum apod., nebo také jako maskulinum s -us, angl. a franc. turquet) je latinský výraz pro astronomický měřící nástroj, spojující funkce armilárních sfér a astrolábu, který umožňuje určení souřadnic nebeských těles, nebo jejich aktuální výšku a určení času podle nestejných hodin (šaot zmaniot).